# Судакский кадылык
Судакский кадылык — упразднённая административно-территориальная единица в Крыму. Входила в состав Кефинского санджака в 1475—1558 (позже, в 1558—1774 — Кефинского эялета) Османской империи и Кефинского каймаканства (1774—1783) Крымского ханства. Занимала, примерно, территорию современного Судакского и восточную часть Алуштинского городских округов (включая алуштинскую долину). Образован в 1475 году, после завоевания Османами Генуэзского владения — Солдайского консульства и, по мнению историков, в его границах. 

## Состав
В 1520 и 1542 годах были проведены переписи населения Кефинского санджака. Согласно этим материалам, кадылык включал следующие селения:

| - Манастыр - Кутлак - Ворун - Дувак - Куру-Озен - Улу-Озен - Шума - Демирджи - Кёрбекле - Капсихор | - Ускют - Алушта - Гечи-Озен - Козлу - Копсут - Токлук - Ая-Йорин - Арпади - Ташлы - Чёльмекчи |

В материалах переписи упомянут Ворунарай, в следующей не записанный (есть мнение, что это прибрежное селение в устье реки Ворон, (итал. Casale de lo Diauollo) генуэзских документов, заброшенное после оползней в XV веке). В «джизйе дефтер» (налоговую перепись неисламского населения) 1634 года в каза-и Сугдак (поселения кадылыка) внесено 642 хане (домохозяйств). Согласно дефтеру, из сёл на побережье от Судака до Алушты, в связи с высокими налогами и частыми набегами казаков в селения Крымского ханства выехало наибольшее число переселенцев-христиан. Всего по переписи в 26 селениях кадылыка было учтено 494 семейства христиан.
В джизйе дефтера Лива-и Кефе (Османской налоговой ведомости) 1652 года содержится список сёл, по которому можно видеть примерный состав кадылыка времён турецкого владычества:

| - Шума - Корбекли - Демурджи - Улу Озен - Куру Озен - Кучук Озен - Тувак - Ускут | - Капсихор - Шелен - Ай Серес - Токлук - Сугдак - Орта Алан - Карасу - Сартана |

ПО «Османскому реестру земельных владений Южного Крыма 1680-х годов» в кадылык Согдак входили крепость Согдак и 19 селений:

| - Кутлак - Козлар - Токлук - Таракташ - Согуксу - Ворин - Айсерез - Кабсхор - Шелен - Арпад | - Ускют - Тувак - Кючюкозен - Ортаозен - Улуозен - Демирджи - Шума - Корбегли - Алуште |

После обретения ханством независимости по Кючук-Кайнарджийскому мирному договору 1774 года «повелительным актом» Шагин-Гирея 1775 года практически в неизменном виде кадылык был включён в состав Кефинского каймаканства Крымского ханства. Согласно Камеральному Описанию Крыма… 1784 года включал собственно Судак и следующие поселения:

| - Куруузен - Айсереч - Алушта - Арпат - Воран - Горбек - Камусхор - Коз - Кутлак - Кучук Узен | - Сууксу - Таракташ - Темерджи - Токлук - Тувак - Улу Узен - Ускют - Шилен - Шума |